# Grammy Awards 2010
Am 31. Januar 2010 wurden im Staples Center von Los Angeles die Grammy Awards 2010 verliehen. Es war die 52. Verleihung des Grammys, des wichtigsten US-amerikanischen Musikpreises. Gewürdigt wurden Anfang 2010 die musikalischen Leistungen, die zwischen dem 1. Oktober 2008 und dem 31. August 2009 veröffentlicht worden sind.
Vergeben wurden 109 Auszeichnungen in 30 Bereichen. Die Nominierten wurden am 2. Dezember 2009 bekanntgegeben. Unter den Künstlern war mit Abstand am erfolgreichsten die R&B-Sängerin Beyoncé, die sechs Grammys gewann, gefolgt von der Countrysängerin Taylor Swift mit vier Auszeichnungen. Jeweils drei Auszeichnungen gewannen die Kings of Leon, die Black Eyed Peas, Rapper Jay-Z sowie die Aufnahme von Mahler-Symphonien der San Francisco Symphony.

## Hauptkategorien
Single des Jahres (Record of the Year):
- Use Somebody von den Kings of Leon
- nominiert waren außerdem:
  - Halo von Beyoncé
  - I Gotta Feeling von den Black Eyed Peas
  - Poker Face von Lady Gaga
  - You Belong with Me von Taylor Swift

Album des Jahres (Album of the Year):
- Fearless von Taylor Swift
- nominiert waren außerdem:
  - I Am… Sasha Fierce von Beyoncé
  - The E.N.D. von den Black Eyed Peas
  - The Fame von Lady Gaga
  - Big Whiskey and the Groogrux King von der Dave Matthews Band

Song des Jahres (Song of the Year):
- Single Ladies (Put a Ring on It) von Beyoncé (Autoren: Thaddis Harrell, Beyoncé Knowles, Terius Nash, Christopher Stewart)
- nominiert waren außerdem:
  - Poker Face von Lady Gaga (Autoren: Lady Gaga, RedOne)
  - Pretty Wings von Maxwell (Autoren: Hod David, Musze)
  - Use Somebody von den Kings of Leon (Autoren: Caleb Followill, Jared Followill, Matthew Followill, Nathan Followill)
  - You Belong with Me von Taylor Swift (Autoren: Liz Rose, Taylor Swift)

Bester neuer Künstler (Best New Artist):
- Zac Brown Band
- nominiert waren außerdem:
  - Keri Hilson
  - MGMT
  - Silversun Pickups
  - The Ting Tings

## Pop
Beste weibliche Gesangsdarbietung – Pop (Best Female Pop Vocal Performance):
- Halo von Beyoncé
- nominiert waren außerdem:
  - Hometown Glory von Adele
  - Hot N Cold von Katy Perry
  - Sober von Pink
  - You Belong with Me von Taylor Swift

Beste männliche Gesangsdarbietung – Pop (Best Male Pop Vocal Performance):
- Make It Mine von Jason Mraz
- nominiert waren außerdem:
  - This Time von John Legend
  - Love You von Maxwell
  - If You Don't Know Me By Now von Seal
  - All About the Love Again von Stevie Wonder

Beste Darbietung eines Duos oder einer Gruppe mit Gesang – Pop (Best Pop Performance by a Duo or Group with Vocals):
- I Gotta Feeling von den Black Eyed Peas
- nominiert waren außerdem:
  - We Weren't Born to Follow von Bon Jovi
  - Never Say Never von The Fray
  - Sara Smile von Daryl Hall & John Oates
  - Kids von MGMT

Beste Zusammenarbeit mit Gesang – Pop (Best Pop Collaboration with Vocals):
- Lucky von Jason Mraz & Colbie Caillat
- nominiert waren außerdem:
  - Sea of Heartbreak von Rosanne Cash & Bruce Springsteen
  - Love Sex Magic von Ciara & Justin Timberlake
  - Baby, It's Cold Outside von Willie Nelson & Norah Jones
  - Breathe von Taylor Swift & Colbie Caillat

Beste Instrumentaldarbietung – Pop (Best Pop Instrumental Performance):
- Throw Down Your Heart von Béla Fleck
- nominiert waren außerdem:
  - Besame mucho von Herb Alpert
  - The Fire von Imogen Heap
  - Phoenix Rise von Maxwell
  - Funk Joint von Marcus Miller

Bestes Instrumentalalbum – Pop (Best Pop Instrumental Album):
- Potato Hole von Booker T. Jones
- nominiert waren außerdem:
  - In Boston von Chris Botti
  - Legacy von Hiroshima
  - Modern Art von den Rippingtons featuring Russ Freeman
  - Down the Wire von Spyro Gyra

Bestes Gesangsalbum – Pop (Best Pop Vocal Album):
- The E.N.D. von den Black Eyed Peas
- nominiert waren außerdem:
  - Breakthrough von Colbie Caillat
  - All I Ever Wanted von Kelly Clarkson
  - The Fray von The Fray
  - Funhouse von Pink

## Dance
Beste Dance-Aufnahme (Best Dance Recording):
- Poker Face von Lady Gaga (Produzent: RedOne; Mix: Robert Orton, RedOne, Dave Russell)
- nominiert waren außerdem:
  - Boom Boom Pow von den Black Eyed Peas (Produzenten: William Adams, Jean Baptiste; Mix: Dylan Dresdow)
  - When Love Takes Over von David Guetta & Kelly Rowland (Produzenten: David Guetta, Frederic Riesterer; Mix: Veronica Ferraro)
  - Celebration von Madonna
  - Womanizer von Britney Spears (Produzent: Nikesha Briscoe; Mix: Serban Ghenea)

Bestes Electronic-/Dance-Album (Best Electronic/Dance Album):
- The Fame von Lady Gaga
- nominiert waren außerdem:
  - Divided by Night von The Crystal Method
  - One Love von David Guetta
  - Party Rock von LMFAO
  - Yes von den Pet Shop Boys

## Traditioneller Pop
Bestes Gesangsalbum – Traditioneller Pop (Best Traditional Pop Vocal Album):
- Michael Bublé Meets Madison Square Garden von Michael Bublé
- nominiert waren außerdem:
  - A Swingin' Christmas von Tony Bennett
  - Your Songs von Harry Connick, Jr.
  - Liza’s at The Palace.... von Liza Minnelli
  - American Classic von Willie Nelson

## Rock
Beste Solo-Gesangsdarbietung – Rock (Best Solo Rock Vocal Performance):
- Working on a Dream von Bruce Springsteen
- nominiert waren außerdem:
  - Beyond Here Lies Nothin' von Bob Dylan
  - Change in the Weather von John Fogerty
  - Dreamer von Prince
  - Fork in the Road von Neil Young

Beste Darbietung eines Duos oder einer Gruppe mit Gesang – Rock (Best Rock Performance by a Duo or Group with Vocals):
- Use Somebody von den Kings of Leon
- nominiert waren außerdem:
  - Can't Find My Way Home von Eric Clapton & Steve Winwood
  - Life in Technicolor II von Coldplay
  - 21 Guns von Green Day
  - I'll Go Crazy If I Don't Go Crazy Tonight von U2

Beste Hard-Rock-Darbietung (Best Hard Rock Performance):
- War Machine von AC/DC
- nominiert waren außerdem:
  - Check My Brain von Alice in Chains
  - What I’ve Done von Linkin Park
  - The Unforgiven III von Metallica
  - Burn It to the Ground von Nickelback

Beste Metal-Darbietung (Best Metal Performance):
- Dissident Aggressor von Judas Priest
- nominiert waren außerdem:
  - Set to Fail von Lamb of God
  - Head Crusher von Megadeth
  - Señor Peligro von Ministry
  - Hate Worldwide von Slayer

Beste Darbietung eines Rockinstrumentals (Best Rock Instrumental Performance):
- A Day in the Life von Jeff Beck
- nominiert waren außerdem:
  - Warped Sister von Booker T. Jones
  - Playing with Fire von Brad Paisley
  - Mr. Surfer Goes Jazzin' vom Brian Setzer Orchestra
  - Now We Run von Steve Vai

Bester Rocksong (Best Rock Song):
- Use Somebody von den Kings of Leon (Autoren: Caleb Followill, Jared Followill, Matthew Followill, Nathan Followill)
- nominiert waren außerdem:
  - The Fixer von Pearl Jam (Autoren: Matt Cameron, Stone Gossard, Mike McCready, Eddie Vedder)
  - I'll Go Crazy If I Don't Go Crazy Tonight von U2 (Autoren: Bono, Adam Clayton, The Edge, Larry Mullen Jr.)
  - 21 Guns von Green Day (Autoren: Billie Joe Armstrong, Mike Dirnt, Tré Cool)
  - Working on a Dream von Bruce Springsteen (Autor: Bruce Springsteen)

Bestes Rock-Album (Best Rock Album):
- 21st Century Breakdown von Green Day
- nominiert waren außerdem:
  - Black Ice von AC/DC
  - Live from Madison Square Garden von Eric Clapton & Steve Winwood
  - Big Whiskey and the Groogrux King von der Dave Matthews Band
  - No Line on the Horizon von U2

## Alternative
Bestes Alternative-Album (Best Alternative Music Album):
- Wolfgang Amadeus Phoenix von Phoenix
- nominiert waren außerdem:
  - Everything That Happens Will Happen Today von David Byrne & Brian Eno
  - The Open Door von Death Cab for Cutie
  - Sounds of the Universe von Depeche Mode
  - It's Blitz! von den Yeah Yeah Yeahs

## Rhythm & Blues
Beste weibliche Gesangsdarbietung – R&B (Best Female R&B Vocal Performance):
- Single Ladies (Put a Ring on It) von Beyoncé
- nominiert waren außerdem:
  - It Kills Me von Melanie Fiona
  - That Was Then von Lalah Hathaway
  - Goin' Thru Changes von Ledisi
  - Lions, Tigers & Bears von Jazmine Sullivan

Beste männliche Gesangsdarbietung – R&B (Best Male R&B Vocal Performance):
- Pretty Wings von Maxwell
- nominiert waren außerdem:
  - The Point of It All von Anthony Hamilton
  - Sobeautiful von Musiq Soulchild
  - Under von Pleasure P
  - There Goes My Baby von Charlie Wilson

Beste Darbietung eines Duos oder einer Gruppe mit Gesang – R&B (Best R&B Performance by a Duo or Group with Vocals):
- Blame It von Jamie Foxx & T-Pain
- nominiert waren außerdem:
  - Chocolate High von India.Arie & Musiq Soulchild
  - Ifuleave von Musiq Soulchild & Mary J. Blige
  - Higher Ground von Robert Randolph & the Clark Sisters
  - Love Has Finally Come at Last von Calvin Richardson & Ann Nesby

Beste Gesangsdarbietung – Traditioneller R&B (Best Traditional R&B Vocal Performance):
- At Last von Beyoncé
- nominiert waren außerdem:
  - Soul Music von Anthony Hamilton
  - Don't Let Me Be Lonely Tonight von Boney James & Quinn
  - Sow Love von Ann Nesby
  - Woman Gotta Have It von Calvin Richardson

Beste Urban-/Alternative-Darbietung (Best Urban/Alternative Performance):
- Pearls von India.Arie & Dobet Gnahore
- nominiert waren außerdem:
  - Daykeeper von The Foreign Exchange
  - All Matter von Robert Glasper & Bilal
  - A Tale of Two von Eric Roberson, Ben O’Neill & Michelle Thompson
  - Blend von Tonéx

Bester R&B-Song (Best R&B Song):
- Single Ladies (Put a Ring on It) von Beyoncé (Autoren: Thaddis Harrell, Beyoncé Knowles, Terius Nash, Christopher Stewart)
- nominiert waren außerdem:
  - Blame It von Jamie Foxx & T-Pain (Autoren: James T. Brown, John Conte Jr., Jamie Foxx, Christopher Henderson, Brandon R. Melanchon, Breyon Prescott, T-Pain, Nathan L. Walker)
  - Lions, Tigers & Bears von Jazmine Sullivan (Autoren; Salaam Remi, Jazmine Sullivan)
  - Pretty Wings von Maxwell (Autoren: Hod David, Musze)
  - Under von Pleasure P (Autoren: Durrell Babbs, Joseph Bereal, Marcus Cooper, Antonio Dixon, Jerry Franklin, Thai Jones, Robert Newt, Kristina Stephens)

Bestes R&B-Album (Best R&B Album):
- Blacksummers' Night von Maxwell
- nominiert waren außerdem:
  - The Point of It All von Anthony Hamilton
  - Testimony: Vol. 2, Love & Politics von India.Arie
  - Turn Me Loose von Ledisi
  - Uncle Charlie von Charlie Wilson

Bestes zeitgenössisches R&B-Album (Best Contemporary R&B Album):
- I Am… Sasha Fierce von Beyoncé
- nominiert waren außerdem:
  - Intuition von Jamie Foxx
  - The Introduction of Marcus Cooper von Pleasure P
  - Ready von Trey Songz
  - Thr33 Ringz von T-Pain

## Rap
Beste Solodarbietung – Rap (Best Rap Solo Performance):
- D.O.A. (Death of Auto-Tune) von Jay-Z
- nominiert waren außerdem:
  - Best I Ever Had von Drake
  - Beautiful von Eminem
  - Day 'n' Nite von Kid Cudi
  - Casa Bey von Mos Def

Beste Darbietung eines Duos oder einer Gruppe – Rap (Best Rap Performance by a Duo or Group):
- Crack a Bottle von Eminem, Dr. Dre und 50 Cent
- nominiert waren außerdem:
  - Too Many Rappers von den Beastie Boys und Nas
  - Money Goes, Honey Stay von Fabolous und Jay-Z
  - Make Her Say von Kid Cudi, Kanye West und Common
  - Amazing von Kanye West und Young Jeezy

Beste Zusammenarbeit – Rap/Gesang (Best Rap/Sung Collaboration):
- Run This Town von Jay-Z, Rihanna & Kanye West
- nominiert waren außerdem:
  - Ego von Beyoncé & Kanye West
  - Knock You Down von Keri Hilson, Kanye West & Ne-Yo
  - I’m on a Boat von The Lonely Island & T-Pain
  - Dead and Gone von T. I. & Justin Timberlake

Bester Rap-Song (Best Rap Song):
- Run This Town von Jay-Z, Rihanna & Kanye West (Autoren: Shawn Carter, Rihanna Fenty, Makeba Riddick, Kanye West, Ernest Wilson u. a.)
- nominiert waren außerdem:
  - Best I Ever Had von Drake (Autoren: Aubrey Drake Graham, D. Hamilton, Matthew J. Samuels)
  - Day 'n' Nite von Kid Cudi (Autoren: Scott Mescudi, Oladipo Omishore)
  - Dead and Gone von T. I. & Justin Timberlake (Autoren: Clifford Harris, Robin Tadross, Justin Timberlake)
  - D.O.A. (Death of Auto-Tune) von Jay-Z (Autoren: Shawn Carter, Ernest Wilson u. a.)

Bestes Rap-Album (Best Rap Album):
- Relapse von Eminem
- nominiert waren außerdem:
  - Universal Mind Control von Common
  - R.O.O.T.S. von Flo Rida
  - The Ecstatic von Mos Def
  - The Renaissance von Q-Tip

## Country
Beste weibliche Gesangsdarbietung – Country (Best Female Country Vocal Performance):
- White Horse von Taylor Swift
- nominiert waren außerdem:
  - Dead Flowers von Miranda Lambert
  - I Just Call You Mine von Martina McBride
  - Just a Dream von Carrie Underwood
  - Solitary Thinkin' von Lee Ann Womack

Beste männliche Gesangsdarbietung – Country (Best Male Country Vocal Performance):
- Sweet Thing von Keith Urban
- nominiert waren außerdem:
  - All I Ask for Anymore von Trace Adkins
  - People Are Crazy von Billy Currington
  - High Cost of Living von Jamey Johnson
  - Living for the Night von George Strait

Beste Countrydarbietung eines Duos oder einer Gruppe (Best Country Performance by a Duo or Group with Vocal):
- I Run to You von Lady Antebellum
- nominiert waren außerdem:
  - Cowgirls Don't Cry von Brooks & Dunn
  - Chicken Fried von der Zac Brown Band
  - Here Comes Goodbye von den Rascal Flatts
  - It Happens von Sugarland

Beste Zusammenarbeit mit Gesang – Country (Best Country Collaboration with Vocals):
- I Told You So von Carrie Underwood & Randy Travis
- nominiert waren außerdem:
  - Beautiful World von Dierks Bentley & Patty Griffin
  - Down the Road von Kenny Chesney & Mac McAnally
  - Start a Band von Brad Paisley & Keith Urban
  - Everything But Quits von Lee Ann Womack & George Strait

Bestes Darbietung eines Countryinstrumentals (Best Country Instrumental Performance):
- Producer's Medley von Steve Wariner
- nominiert waren außerdem:
  - Under the (Five) Wire von Alison Brown
  - The Crystal Merchant von den Greencards
  - Mansinneedof von Sarah Jarosz

Bester Countrysong (Best Country Song):
- White Horse von Taylor Swift (Autoren: Liz Rose, Taylor Swift)
- nominiert waren außerdem:
  - All I Ask for Anymore von Trace Adkins (Autoren: Casey Beathard, Tim James)
  - High Cost of Living von Jamey Johnson (Autoren: Jamey Johnson, James Slater)
  - I Run to You von Lady Antebellum (Autoren: Tom Douglas, Dave Haywood, Charles Kelley, Hillary Scott)
  - People Are Crazy von Billy Currington (Autoren: Bobby Braddock, Troy Jones)

Bestes Countryalbum (Best Country Album):
- Fearless von Taylor Swift
- nominiert waren außerdem:
  - The Foundation von Zac Brown Band
  - Twang von George Strait
  - Defying Gravity von Keith Urban
  - Call Me Crazy von Lee Ann Womack

## New Age
Bestes New-Age-Album (Best New Age Album):
- Prayer for Compassion von David Darling
- nominiert waren außerdem:
  - Faith von Jim Brickman
  - Laserium for the Soul von Henta
  - In a Dream von Peter Kater, Dominic Miller, Kenny Loggins & Jaques Morelenbaum
  - Impressions of the West Lake von Kitarō

## Jazz
Bestes zeitgenössisches Jazzalbum (Best Contemporary Jazz Album):
- 75 von Joe Zawinul & The Zawinul Syndicate
- nominiert waren außerdem:
  - Urbanus von Stefon Harris & Blackout
  - Sounding Point von Julian Lage
  - At World's Edge von Philippe Saisse
  - Big Neighborhood von Mike Stern

Bestes Jazz-Gesangsalbum (Best Jazz Vocal Album):
- Dedicated to You: Kurt Elling Sings the Music of Coltrane and Hartman von Kurt Elling
- nominiert waren außerdem:
  - No Regrets von Randy Crawford (& Joe Sample)
  - So in Love von Roberta Gambarini
  - Tide von Luciana Souza
  - Desire von der Tierney Sutton Band

Beste Solo-Jazzimprovisation (Best Improvised Jazz Solo):
- Dancin' 4 Chicken (Jeff Tain Watts), Solo von Terence Blanchard
- nominiert waren außerdem:
  - All of You von Gerald Clayton
  - Ms. Garvey, Ms. Garvey von Roy Hargrove
  - On Green Dolphin Street von Martial Solal
  - Villa Palmeras von Miguel Zenón

Bestes Jazz-Instrumentalalbum, Einzelkünstler oder Gruppe (Best Jazz Instrumental Album, Individual or Group):
- Five Peace Band - Live von Chick Corea & John McLaughlin Five Peace Band
- nominiert waren außerdem:
  - Quartet Live von Gary Burton, Pat Metheny, Steve Swallow & Antonio Sánchez
  - Brother to Brother von den Clayton Brothers
  - Remembrance vom John Patitucci Trio
  - The Bright Mississippi von Allen Toussaint

Bestes Album eines Jazz-Großensembles (Best Large Jazz Ensemble Album):
- Book One vom New Orleans Jazz Orchestra
- nominiert waren außerdem:
  - Legendary von der Bob Florence Limited Edition
  - Eternal Interlude vom John Hollenbeck Large Ensemble
  - Fun Time von Sammy Nestico und der SWR Big Band
  - Lab 2009 von der University of North Texas One O’Clock Lab Band

Bestes Latin-Jazz-Album (Best Latin Jazz Album):
- Juntos para siempre von Bebo Valdés and Chucho Valdés
- nominiert waren außerdem:
  - Things I Wanted to Do von Chembo Corniel
  - Áurea von Geoffrey Keezer
  - Brazilliance x 4 von Claudio Roditi
  - Esta plena von Miguel Zenón

## Gospel
Beste Gospeldarbietung (Best Gospel Performance):
- Wait on the Lord von Donnie McClurkin featuring Karen Clark Sheard
- nominiert waren außerdem:
  - Free to Be Me von Francesca Battistelli
  - Jesus Is Love von Heather Headley featuring Smokie Norful
  - I Believe von Jonny Lang with Fisk Jubilee Singers
  - Born Again von Third Day

Bester Gospelsong (Best Gospel Song):
- God in Me von Mary Mary featuring Kierra "KiKi" Sheard
- nominiert waren außerdem:
  - Born Again von Third Day (Autoren: Tai Anderson, David Carr, Mark Lee, Mac Powell)
  - City on Our Knees von TobyMac (Autoren: Cary Barlowe, Toby McKeehan, Jaime Moore)
  - Every Prayer von Israel Houghton & Mary Mary (Autoren: Dayna Caddell, Israel Houghton, Aaron Lindsey, Ricardo Sanchez)
  - The Motions von Matthew West (Autoren: Jason Houser, Sam Mizell, Matthew West)

Bestes Rock- oder Rap-Gospel-Album (Best Rock or Rap Gospel Album):
- Live Revelations von Third Day
- nominiert waren außerdem:
  - The Big Picture von Da' T.R.U.T.H.
  - Crash von Decyfer Down
  - Innocence & Instinct von Red
  - The Dash von The Tonic (John Wells)

Bestes zeitgenössisches / Pop-Gospelalbum (Best Pop / Contemporary Gospel Album):
- The Power of One von Israel Houghton
- nominiert waren außerdem:
  - Speaking Louder Than Before von Jeremy Camp
  - The Long Fall Back to Earth von Jars of Clay
  - Love Is on the Move von Leeland
  - Freedom von Mandisa

Bestes Southern-, Country- oder Bluegrass-Gospelalbum (Best Southern, Country, or Bluegrass Gospel Album):
- Jason Crabb von Jason Crabb
- nominiert waren außerdem:
  - Dream On von Ernie Haase & Signature Sound
  - The Rock von Tracy Lawrence
  - In God's Time von Barry Scott & Second Wind
  - Everyday von Triumphant Quartet

Bestes traditionelles Gospelalbum (Best Traditional Gospel Album):
- Oh Happy Day von verschiedenen Interpreten
- nominiert waren außerdem:
  - God Don't Never Change von Ashley Cleveland
  - The Law of Confession, Part I von Donald Lawrence & Co.
  - The Journey Continues von den Williams Brothers
  - How I Got Over von Vickie Winans

Bestes zeitgenössisches R&B-Gospelalbum (Best Contemporary R&B Gospel Album):
- Audience of One von Heather Headley
- nominiert waren außerdem:
  - Renewed von Sheri Jones-Moffett
  - Just James von J Moss
  - Smokie Norful - Live von Smokie Norful
  - Bold Right Life von Kierra Sheard

## Latin
Bestes Latin-Pop-Album (Best Latin Pop Album):
- Sin frenos von La Quinta Estación
- nominiert waren außerdem:
  - 5to piso von Ricardo Arjona
  - Te acuerdas… von Francisco Céspedes
  - Hu hu hu von Natalia Lafourcade
  - Gran City Pop von Paulina Rubio

Bestes Latin-Rock-, Alternative- oder Urban-Album (Best Latin Rock, Alternative or Urban Album):
- Los de atras vienen conmigo von Calle 13
- nominiert waren außerdem:
  - Rio von Aterciopelados
  - Y. von Bebe
  - La luz del ritmo von Los Fabulosos Cadillacs
  - La revolución von Wisin y Yandel

Bestes Tropical-Latinalbum (Best Tropical Latin Album):
- Ciclos von Luis Enrique
- nominiert waren außerdem:
  - Así soy von Issac Delgado
  - Guasábara von José Lugo Orchestra
  - Gracias von Omara Portuondo
  - Bach in Havana von Tiempo Libre

Bestes regionales mexikanisches Album (Best Regional Mexican Album):
- Necesito de ti von Vicente Fernández
- nominiert waren außerdem:
  - Corazón Ranchero von Shaila Dúrcal
  - Compañeras von Mariachi Reyna de Los Angeles
  - 10 Aniversario von Mariachi Divas de Cindy Shea
  - Pegadito al corazón von Joan Sebastian

Bestes Tejano-Album (Best Tejano Album):
- Borders y bailes von Los Texmaniacs
- nominiert waren außerdem:
  - Divina von Stefani Montiel
  - All the Way Live von Jay Perez
  - Point of View von Joe Posada
  - Radiación musical von Sunny Sauceda y Todo Eso

Bestes Norteño-Album (Best Norteño Album):
- Tu noche con… Los Tigres del Norte von Los Tigres del Norte
- nominiert waren außerdem:
  - Dejame soñar von Cumbre Norteña
  - El niño de oro von El Compa Chuy
  - Pese a quien le pese von Los Rieleros del Norte
  - Soy todo tuyo von Los Tucanes de Tijuana

Bestes Banda-Album (Best Banda Album):
- Tu esclavo y amo von Lupillo Rivera
- nominiert waren außerdem:
  - Se nos murio el amor von El Güero y su Banda Centenario
  - Mas adelante von La Arrollador Banda el Limón de Rene Camacho
  - Derecho de antiguedad von La Original Banda el Limón de Dalvador Lizárraga

## American Roots
Bestes Americana-Album (Best Americana Album):
- Electric Dirt von Levon Helm
- nominiert waren außerdem:
  - Together Through Life von Bob Dylan
  - Willie and the Wheel von Willie Nelson & Asleep at the Wheel
  - Wilco (The Album) von Wilco
  - Little Honey von Lucinda Williams

Bestes Bluegrass-Album (Best Bluegrass Album):
- The Crow / New Songs for the Five-String Banjo von Steve Martin
- nominiert waren außerdem:
  - Could We Get Any Closer? von Jim Lauderdale
  - Buckaroo Blue Grass von Michael Martin Murphey
  - Almost Live von Bryan Sutton and Friends
  - Destination Life von Rhonda Vincent

Bestes traditionelles Blues-Album (Best Traditional Blues Album):
- A Stranger Here von Ramblin’ Jack Elliott
- nominiert waren außerdem:
  - Blue Again von The Mick Fleetwood Blues Band featuring Rick Vito
  - Rough & Tough von John Hammond
  - Stomp! The Blues Tonight von Duke Robillard
  - Chicago Blues: A Living History von verschiedenen Interpreten

Bestes zeitgenössisches Blues-Album (Best Contemporary Blues Album):
- Already Free von The Derek Trucks Band
- nominiert waren außerdem:
  - This Time von The Robert Cray Band
  - The Truth According to Ruthie Foster von Ruthie Foster
  - Live: Hope at the Hideout von Mavis Staples
  - Back to the River von Susan Tedeschi

Bestes traditionelles Folkalbum (Best Traditional Folk Album):
- High Wide & Handsome: The Charlie Poole Project von Loudon Wainwright III
- nominiert waren außerdem:
  - Cutting Loose von David Holt and Josh Goforth
  - Naked with Friends von Maura O’Connell
  - Polka Cola: Music That Refreshes von Jimmy Sturr and His Orchestra
  - Singing Through the Hard Times: A Tribute to Utah Phillips von verschiedenen Interpreten

Bestes zeitgenössisches Folk- / Americana-Album (Best Contemporary Folk / Americana Album):
- Townes von Steve Earle
- nominiert waren außerdem:
  - Middle Cyclone von Neko Case
  - Our Bright Future von Tracy Chapman
  - Live von Shawn Colvin
  - Secret, Profane & Sugarcane von Elvis Costello

Bestes Album mit hawaiischer Musik (Best Hawaiian Music Album):
- Masters of Hawaiian Slack Key Guitar, Volume 2 von verschiedenen Interpreten
- nominiert waren außerdem:
  - He nani von Tia Carrere & Daniel Ho
  - Friends & Family of Hawai'i von Amy Hānaialiʻi
  - Hani mau loa: Everlasting Beauty von Ho'okena

Bestes Album mit indianischer Musik (Best Native American Music Album):
- Spirit Wind North von Bill Miller
- nominiert waren außerdem:
  - Siyotanka von Michael Brant DeMaria
  - True Blue von Northern Cree
  - Wind Songs - Native American Flute Solos von John Two-Hawks
  - Riders of the Healing Road von Johnny Whitehorse

Bestes Album mit Zydeco- oder Cajun-Musik (Best Zydeco or Cajun Music Album):
- Lay Your Burden Down von Buckwheat Zydeco
- nominiert waren außerdem:
  - Alligator Purse von Beausoleil mit Michael Doucet
  - Stripped Down von The Magnolia Sisters
  - Live at 2009 New Orleans Jazz & Heritage Festival von den Pine Leaf Boys
  - L'ésprit Créole von Cedric Watson et Bijou Créole

## Reggae
Bestes Reggae-Album (Best Reggae Album):
- Mind Control - Acoustic von Stephen Marley
- nominiert waren außerdem:
  - Rasta Got Soul von Buju Banton
  - Brand New Me von Gregory Isaacs
  - Awake von Julian Marley
  - Imperial Blaze von Sean Paul

## Weltmusik
Bestes traditionelles Weltmusikalbum (Best Traditional World Music Album):
- Douga Mansa von Mamadou Diabate
- nominiert waren außerdem:
  - Ancient Sounds von Rahim Alhaj and Amjad Ali Khan
  - Double Play von Liz Carroll & John Doyle
  - La guerra no von John Santos y el Coro Folklórico Kindembo
  - Drum Music Land von Ten Drum Art Percussion Group

Bestes zeitgenössisches Weltmusikalbum (Best Contemporary World Music Album):
- Throw Down Your Heart: Tales from the Acoustic Planet, Vol. 3 - Africa Sessions von Béla Fleck
- nominiert waren außerdem:
  - Welcome to Mali von Amadou & Mariam
  - Day by Day von Femi Kuti
  - Seya von Oumou Sangaré
  - Across the Divide: A Tale of Rhythm & Ancestry von Omar Sosa

## Für Kinder
Bestes Musikalbum für Kinder (Best Musical Album for Children):
- Family Time von Ziggy Marley
- nominiert waren außerdem:
  - American Heroes #3 von Jonathan Sprout
  - Banjo to Beatbox von Cathy & Marcy with special guest Christylez Bacon
  - Great Day von Milkshake
  - Jumpin' & Jammin'  von Greg & Steve
  - Pete Seeger Tribute - Ageless Kids' Songs von Buck Howdy

Bestes gesprochenes Album für Kinder (Best Spoken Word Album for Children):
- Aaaaah! Spooky, Scary Stories & Songs von Buck Howdy
- nominiert waren außerdem:
  - Captain Nobody von Dean Pitchford
  - Nelson Mandela's Favorite African Folktales mit verschiedenen Sprechern (Produzenten: Sharon Gelman, Michele McGonigle, Alfre Woodard)
  - The Phantom Tollbooth von David Hyde Pierce
  - Scat von Ed Asner
  - Through the Looking-Glass and What Alice Found There von Harlan Ellison

## Sprache
Bestes gesprochenes Album (Best Spoken Word Album):
- Always Looking Up von Michael J. Fox
- nominiert waren außerdem:
  - Jonathan Winters - A Very Special Time von Jonathan Winters
  - The Lincoln-Douglas Debates von Richard Dreyfuss & David Strathairn
  - The Maltese Falcon mit verschiedenen Sprechern (Produzenten: Yuri Rasovsky, Josh Stanton)
  - We Can Have Peace in the Holy Land von Jimmy Carter
  - Wishful Drinking von Carrie Fisher

## Comedy
Bestes Comedyalbum (Best Comedy Album):
- A Colbert Christmas: The Greatest Gift of All von Stephen Colbert
- nominiert waren außerdem:
  - Back from the Dead von Spinal Tap
  - Internet Leaks von Weird Al Yankovic
  - My Weakness Is Strong von Patton Oswalt
  - Suckin' It for the Holidays von Kathy Griffin
  - Tall, Dark & Chicano von George Lopez

## Musical Show
Bestes Musical-Show-Album (Best Musical Show Album):
- West Side Story von der neuen Broadway-Besetzung mit Matt Cavenaugh, Josefina Scaglione und anderen (Produzenten: David Caddick, David Lai; Musik: Leonard Bernstein; Text: Stephen Sondheim)
- nominiert waren außerdem:
  - Ain't Misbehavin von der 30th-Anniversary-Besetzung mit Ruben Studdard, Frenchie Davis und anderen (Produzent: Robert Sher)
  - Hair von der neuen Broadway-Besetzung mit Sasha Allen, Gavin Creel und anderen (Produzenten: Noah Cornman, Kurt Deutsch, Joel Moss, Steve Norman; Musik: Galt MacDermot; Text: James Rado, Gerome Ragni)
  - 9 to 5 - The Musical von der Original-Broadway-Besetzung mit Allison Janney, Stephanie J. Block, Megan Hilty und anderen (Produzent: Frank Filipetti; Musik und Text: Dolly Parton)
  - Shrek - The Musical von der Original-Broadway-Besetzung mit Brian d'Arcy James, Sutton Foster und anderen (Produzenten: Peter Hylenski, Jeanine Tesori; Musik: Jeanine Tesori; Text: David Lindsay-Abaire)

## Film/Fernsehen/visuelle Medien
Bestes zusammengestelltes Soundtrackalbum für Film, Fernsehen oder andere visuelle Medien (Best Compilation Soundtrack Album for Motion Picture, Television or Other Visual Media):
- Slumdog Millionaire von verschiedenen Interpreten
- nominiert waren außerdem:
  - Cadillac Records von verschiedenen Interpreten
  - Quentin Tarantino’s Inglourious Basterds von verschiedenen Interpreten
  - True Blood von verschiedenen Interpreten
  - Twilight von verschiedenen Interpreten

Bestes komponiertes Soundtrackalbum für Film, Fernsehen oder andere visuelle Medien (Best Score Soundtrack Album for Motion Picture, Television or Other Visual Media):
- Up (Komponist: Michael Giacchino)
- nominiert waren außerdem:
  - The Curious Case of Benjamin Button (Komponist: Alexandre Desplat)
  - Harry Potter and the Half-Blood Prince (Komponist: Nicholas Hooper)
  - Milk (Komponist: Danny Elfman)
  - Star Trek (Komponist: Michael Giacchino)

Bester Song geschrieben für Film, Fernsehen oder andere visuelle Medien (Best Song Written for Motion Picture, Television or Other Visual Media):
- Jai Ho von A. R. Rahman, Sukhvinder Sing, Tanvi Shah, Mahalaxmi Iyer & Vijay Prakash aus dem Film Slumdog Millionaire (Autoren: Gulzar, A. R. Rahman, Tanvi Shah)
- nominiert waren außerdem:
  - All Is Love von Karen O. & the Kids aus dem Film Where the Wild Things Are (Autoren: Karen Orzolek, Nicholas Zinner)
  - Decode von Paramore aus dem Film Twilight (Autoren: Josh Farro, Hayley Williams, Taylor York)
  - Once in a Lifetime von Beyoncé aus dem Film Cadillac Records (Autoren: Ian Dench, James Dring, Amanda Ghost, Beyoncé Knowles, Scott McFarnon, Jody Street)
  - The Wrestler von Bruce Springsteen aus dem Film The Wrestler (Autor: Bruce Springsteen)

## Komposition/Arrangement
Beste Instrumentalkomposition (Best Instrumental Composition):
- Married Life von Michael Giacchino aus dem Film Up (Komponist: Michael Giacchino)
- nominiert waren außerdem:
  - Borat in Syracuse vom Paquito D’Rivera Quintet (Komponist: Paquito D’Rivera)
  - Counting to Infinity von der Tim Davies Big Band (Komponist: Tim Davies)
  - Fluffy von der Bob Florence Limited Edition (Komponist: Bob Florence)
  - Ice-Nine von der University of North Texas One O’Clock Lab Band (Komponist: Steve Wiest)

Bestes Instrumentalarrangement (Best Instrumental Arrangement):
- West Side Story Medley von der Resonance Big Band (Arrangeur: Bill Cunliffe)
- nominiert waren außerdem:
  - Emmanuel von Chris Botti & Lucia Micarelli (Arrangeur: Jeremy Lubbock)
  - Hope von Jim Beard mit Vince Mendoza & the Metropole Orkest (Arrangeur: Vince Mendoza)
  - Slings and Arrows von Chuck Owen & the Jazz Surge (Arrangeur: Vince Mendoza)
  - Up with End Credits von Michael Giacchino aus dem Film Up (Arrangeur: Michael Giacchino)

Bestes Instrumentalarrangement mit Gesangsbegleitung (Best Instrumental Arrangement Accompanying Vocalist(s)):
- Quiet Nights von Diana Krall (Arrangeur: Claus Ogerman)
- nominiert waren außerdem:
  - A Change Is Gonna Come von Seal (Arrangement: David Foster, Jerry Jey)
  - Dedicated to You von Kurt Elling (Arrangeur: Laurence Hobgood)
  - In the Still of the Night von Anne Walsh (Arrangeur: Thomas Zink)
  - My One and Only Thrill von Melody Gardot (Arrangeur: Vince Mendoza)

## Packages und Album-Begleittexte
Bestes Aufnahme-Paket (Best Recording Package):
- Everything That Happens Will Happen Today von David Byrne & Brian Eno (Künstlerischer Leiter: Stefan Sagmeister)
- nominiert waren außerdem:
  - Back from the Dead von Spinal Tap (Künstlerischer Leiter: Brian Porizek)
  - Middle Cyclone von Neko Case (Künstlerische Leitung: Neko Case, Judge)
  - Splitting Adam von Splitting Adam (Künstlerischer Leiter: Jeff Harrison)
  - Tathagata von verschiedenen Interpreten (Künstlerische Leitung: Szu Wei Cheng, Hui Chen Huang)

Bestes Paket als Box oder limitierte Ausgabe (Best Boxed or Special Limited Edition Package):
- Neil Young Archives Vol. I (1963–1972) von Neil Young (Künstlerische Leitung: Gary Burden, Jenice Heo, Neil Young)
- nominiert waren außerdem:
  - A Cabinet of Curiosities von Jane’s Addiction (Künstlerische Leitung: Mathieu Bitton, Scott Webber)
  - The Clifford Ball von Phish (Künstlerische Leitung: Masaki Koike)
  - Everything That Happens Will Happen Today von David Byrne & Brian Eno (Künstlerischer Leiter: Stefan Sagmeister)
  - Lost in the Sound of Separation (Deluxe Edition) von Underoath (Künstlerischer Leiter: Jordan Butcher)

## Album-Begleittexte
Bester Album-Begleittext (Best Album Notes):
- The Complete Louis Armstrong Decca Sessions (1935–1946) von Louis Armstrong (Verfasser: Dan Morgenstern)
- nominiert waren außerdem:
  - Dance-O-Mania: Harry Yerkes and the Dawn of the Jazz Age, 1919–1923 von The Happy Six (Verfasser: Mark Berresford)
  - Gonzo: The Life and Work of Dr. Hunter S. Thompson - Music from the Film von verschiedenen Interpreten (Verfasser: Douglas Brinkley, Johnny Depp)
  - My Dusty Road von Woody Guthrie (Verfasser: Ed Cray, Bill Nowlin)
  - Origins of the Red Hot Mama, 1910–1922 von Sophie Tucker (Verfasser: Lloyd Ecker, Susan Ecker)

## Historische Aufnahmen
Bestes historisches Album (Best Historical Album):
- Complete Chess Masters: 1950–1967 von Little Walter (Produzent der Zusammenstellung: Andy McKaie; Technik: Erick Labson)
- nominiert waren außerdem:
  - My Dusty Road von Woody Guthrie (Produzenten der Zusammenstellung: Scott Billington, Michael Creamer, Bill Nowlin; Technik: Doug Pomeroy)
  - Origins of the Red Hot Mama, 1910–1922 von Sophie Tucker (Produzenten der Zusammenstellung: Meagan Hennessey, Richard Martin; Technik: Richard Martin)
  - Take Me to the Water: Immersion Baptism in Vintage Music and Photography 1890–1950 von verschiedenen Interpreten (Produzenten der Zusammenstellung: Steven Lance Ledbetter, Jim Linderman; Technik: Robert Vosgien)
  - Woodstock - 40 Years On: Back to Yasgur's Farm von verschiedenen Interpreten (Produzenten der Zusammenstellung: Cheryl Pawelski, Mason Williams, Andy Zax; Technik: Dave Schultz)

## Produktion (ohne klassische Musik)
Beste Abmischung eines Albums (Best Engineered Album, Non-Classical):
- Ellipse von Imogen Heap (Technik: Imogen Heap)
- nominiert waren außerdem:
  - Gossip in the Grain von Ray LaMontagne (Technik: Ethan Johns, Dominic Monks)
  - My One and Only Thrill von Melody Gardot (Technik: Helik Hadar, Al Schmitt)
  - Safe Trip Home von Dido (Technik: Jon Brion, Grippa, Greg Koller, Jim Scott)
  - Swan Feathers von Leslie Mendelson (Technik: Richard Alderson, Chris Allen, Roman Klun, Lawrence Manchester, Rob Mounsey, Jay Newland, Gordie Sampson)

Produzent des Jahres (Producer of the Year, Non-Classical):
- Brendan O’Brien
- nominiert waren außerdem:
  - T Bone Burnett
  - Ethan Johns
  - Larry Klein
  - Greg Kurstin

Beste Remix-Aufnahme (Best Remixed Recording, Non-Classical):
- When Love Takes Over (Electro Extended Remix) von David Guetta featuring Kelly Rowland (Remix: David Guetta)
- nominiert waren außerdem:
  - Don't Believe in Love (Dennis Ferrer Objektivity Mix) von Dido (Remix: Dennis Ferrer)
  - The Girl and the Robot (Jean Elan Remix) von Röyksopp (Remix: Jean Elan)
  - I Want You (Dave Aude Remix) von Dean Coleman featuring DCLA (Remix: Dave Audé)
  - No You Girls (Trentemøller Remix) von Franz Ferdinand (Remix: Anders Trentemøller)

## Raumklang
Bestes Raumklang-Album (Best Surround Sound Album):
- Transmigration vom Atlanta Symphony Orchestra & Choruses unter der Leitung von Robert Spano
- nominiert waren außerdem:
  - Colabs von David Miles Huber mit Allen Hart, DJ Muad'Deep, Seren Wen, Musetta, Henta, Marcell Marias & Gail Pettis
  - Fred Jonny Berg: Flute Mystery von Emily und Catherine Beynon und dem Philharmonia Orchestra unter Leitung von Vladimir Ashkenazy
  - Ståle Kleiberg:Treble & Bass von Marianne Thorsen und Göran Sjölin und dem Trondheim Symfoniorkester unter Leitung von Daniel Reuss
  - 1970–1975 von Genesis

## Produktion (Klassische Musik)
Beste Abmischung eines Albums (Best Engineered Album, Classical):
- Mahler: Symphonie Nr. 8; Adagio aus Symphonie Nr. 10  von der San Francisco Symphony unter Leitung von Michael Tilson Thomas (Technik: Peter Laenger)
- nominiert waren außerdem:
  - Britten: Billy Budd vom London Symphony Orchestra & London Symphony Chorus unter Leitung von Daniel Harding mit Nathan Gunn, Ian Bostridge, Gidon Saks, Neal Davies, Jonathan Lemalu und Matthew Rose (Technik: Neil Hutchinson, Jonathan Stokes)
  - QSF Plays Brubeck vom Quartet San Francisco (Technik: Judy Kirschner)
  - Ravel: Daphnis et Chloé vom Boston Symphony Orchestra und dem Tanglewood Festival Chorus unter Leitung von James Levine (Technik: Jesse Lewis, John Newton)
  - Schostakowitsch: Symphonie Nr.1 und 15 vom Orchester des Mariinski-Theaters unter Leitung von Waleri Gergijew (Technik: John Newton, Dirk Sobotka)

Produzent des Jahres (Producer of the Year, Classical):
- Steven Epstein
- nominiert waren außerdem:
  - Blanton Alspaugh
  - John Fraser
  - David Frost
  - James Mallinson

## Klassische Musik
Bestes Klassik-Album (Best Classical Album):
- Mahler: Symphonie Nr. 8; Adagio aus Symphonie Nr. 10  von der San Francisco Symphony unter Leitung von Michael Tilson Thomas
- nominiert waren außerdem:
  - Bernstein: Mass von Jubilant Sykes und dem Baltimore Symphony Orchestra unter Leitung von Marin Alsop
  - Ravel: Daphnis et Chloé vom Boston Symphony Orchestra und dem Tanglewood Festival Chorus unter Leitung von James Levine
  - Ravel: L’enfant et les sortilèges vom Chicago Symphony Chorus, dem Chattanooga Boys Choir und dem Nashville Symphony Orchestra unter Leitung von Alastair Willis
  - Schostakowitsch: Die Nase von den Solisten, dem Orchester und dem Chor des Mariinski unter Leitung von Waleri Gergijew

Beste Orchesterdarbietung (Best Orchestral Performance):
- Ravel: Daphnis et Chloé vom Boston Symphony Orchestra und dem Tanglewood Festival Chorus unter Leitung von James Levine
- nominiert waren außerdem:
  - Berlioz: Symphonie fantastique von den Berliner Philharmonikern unter Leitung von Sir Simon Rattle
  - Bruckner: Symphonie Nr. 5 vom Philharmonia Orchestra unter Leitung von Benjamin Zander
  - Schostakowitsch: Symphonie Nr.1 und 15 vom Orchester des Mariinski-Theaters unter Leitung von Waleri Gergijew
  - Szymanowski: Symphonie Nr. 1 und 4 vom Philharmonischen Orchester Warschau unter Leitung von Antoni Wit mit Jan Krzysztof Broja

Beste Opernaufnahme (Best Opera Recording):
- Britten: Billy Budd von Ian Bostridge, Neal Davies, Nathan Gunn, Jonathan Lemalu, Matthew Rose und Gidon Saks mit dem London Symphony Orchestra und den Gentlemen of the London Symphony Chorus unter Leitung von Daniel Harding (Produzent: John Fraser)
- nominiert waren außerdem:
  - Messiaen: Saint François d’Assise von Armand Arapian, Hubert Delamboye, Rod Gilfry, Henk Neven, Tom Randle und Camilla Tilling mit dem Residentie Orkest Den Haag und dem Chor der Nederlandse Opera unter Leitung von Ingo Metzmacher (Produzentin: Karin Elzendoorn)
  - Musto/John: Volpone von Lisa Hopkins, Joshua Jeremiah, Museop Kim, Jeremy Little, Rodell Rosel und Fait Sherman mit der Wolf Trap Opera Company unter Leitung von Sara Jobin (Produzent: Blanton Alspaugh)
  - Schostakowitsch: Die Nase von Andrei Popow, Sergei Semischkur und Wladislaw Sulimski und dem Orchester und dem Chor des Mariinski unter Leitung von Waleri Gergijew (Produzent: James Mallinson)
  - Tan Dun: Marco Polo von Stephen Bryant, Sarah Castle, Zhan Jun, Nancy Allen Lundy, Stephen Richardson, Charles Workman und dem Nederlands Kamerorkest und der Cappella Amsterdam unter Leitung von Tan Dun (Produzent: Ferenc van Damme)

Beste Chordarbietung (Best Choral Performance):
- Mahler: Symphonie Nr. 8; Adagio aus Symphonie Nr. 10  von Laura Claycomb, Anthony Dean Griffey, Elza van den Heever, Katarina Karnéus, Quinn Kelsey, James Morris, Yvonne Naef, Erin Wall, dem Pacific Boychoir, dem San Francisco Symphony Symphony Chorus, Girls Chorus und Orchester unter Leitung von Michael Tilson Thomas
- nominiert waren außerdem:
  - Händel: Coronation Anthems von The Sixteen mit Alastair Ross unter Leitung von Harry Christophers
  - Penderecki: Utrenja von Gennady Bezzubenkov, Iwona Hossa, Piotr Kusiewicz, Piotr Nowacki, Agnieszka Rehlis mit dem Warschauer Knabenchor und dem Chor und Orchester der Warschauer Philharmonie unter Leitung von Antoni Wit
  - Song of the Stars: Granados, Casals & Blancafort von Erica Kiesewetter, Mark Kruczek, Douglas Riva und den Voices of Ascension unter Leitung von Dennis Keene
  - A Spotless Rose vom Gabrieli Consort unter Leitung von Paul McCreesh

Beste Soloinstrument-Darbietung mit Orchester (Best Instrumental Soloist(s) Performance with Orchestra):
- Prokofjew: Klavierkonzerte Nr.2 und 3 von Jewgeni Kissin mit dem Philharmonia Orchestra unter Leitung von Wladimir Aschkenasi
- nominiert waren außerdem:
  - Bartók: 3 Concertos von Pierre-Laurent Aimard, Juri Baschmet, Gidon Kremer, Neil Percy, Tamara Stefanovich, Nigel Thomas, mit den Berliner Philharmonikern und dem London Symphony Orchestra unter Leitung von Pierre Boulez
  - Bermel: Voices for Solo Clarinet and Orchestra von Derek Bermel mit dem Boston Modern Orchestra Project unter Leitung von Gil Rose
  - Korngold: Violinkonzert D-Dur op. 35  von Philippe Quint mit dem Orquesta Sinfónica de Mineria unter Leitung von Carlos Miguel Prieto
  - Salonen: Klavierkonzert von Yefim Bronfman mit der Los Angeles Philharmonic unter Leitung von Esa-Pekka Salonen

Beste Soloinstrument-Darbietung ohne Orchester (Best Instrumental Soloist(s) Performance Without Orchestra):
- Journey to the New World von Sharon Isbin mit Joan Baez und Mark O’Connor
- nominiert waren außerdem:
  - Caroline Goulding von Caroline Goulding mit Christopher O’Riley und Janine Randall
  - Chopin von Maria João Pires
  - Oppens Plays Carter von Ursula Oppens
  - Sonatas & Etudes von Yuja Wang

Beste Kammermusik-Darbietung (Best Chamber Music Performance):
- Intimate Letters vom Emerson String Quartet
- nominiert waren außerdem:
  - Ginastera: Streichquartette vom Enso Quartet mit Lucy Shelton
  - The Hungarian Album vom Guarneri Quartet
  - Schumann/Bartók - The Berlin Recital von Martha Argerich und Gidon Kremer
  - Tōru Takemitsu: And Then I Knew 'Twas Wind von Yolanda Kondonassis, Cynthia Phelps und Joshua Smith

Beste Darbietung eines Kleinensembles (Best Small Ensemble Performance):
- David Lang: The Little Match Girl Passion von Ars Nova Copenhagen und dem Theatre of Voices unter Leitung von Paul Hillier
- nominiert waren außerdem:
  - Bach: Orchestral Suites for a Young Prince von Gonzalo X. Ruiz und dem Ensemble Sonnerie unter Leitung von Monica Huggett
  - Josquin: Missa Malheur Me Bat von The Tallis Scholars unter Leitung von Peter Phillips
  - Song of Songs von Stile Antico mit Alison Hill und Benedict Hymas
  - Vivaldi: Concertos von Daniel Hope, Anne Sofie von Otter und dem Chamber Orchestra of Europe

Beste klassische Gesangsdarbietung (Best Classical Vocal Performance):
- Verismo arias von Renée Fleming mit Jonas Kaufmann und dem Orchestra Sinfonica di Milano Giuseppi Verdi mit Chor unter Leitung von Marco Armiliato
- nominiert waren außerdem:
  - Bach von Anne Sofie von Otter mit Anders J. Dahlin, Jakob Bloch Jespersen, Tomas Medici, Karin Roman und dem Concerto Copenhagen unter Leitung von Lars Ulrik Mortensen
  - Bel canto spectacular von Juan Diego Flórez mit Daniella Barcellona, Patrizia Ciofi, Plácido Domingo, Mariusz Kwiecień, Anna Netrebko, Fernando Piqueras und dem Orquestra de la comunitat Valenciana und Cor de la generalitat Valenciana unter Leitung von Daniel Oren
  - Recital at Ravinia von Lorraine Hunt Lieberson mit Drew Minter und Peter Serkin
  - Un frisson Français von Susan Graham mit Malcolm Martineau

Beste zeitgenössische klassische Komposition (Best Classical Contemporary Composition):
- Percussion Concerto von Jennifer Higdon
- nominiert waren außerdem:
  - The Winds of Destiny von George Crumb
  - In principio von Arvo Pärt
  - Missa Latina 'Pro Pace'  von Roberto Sierra
  - Piano Concerto "Chiavi in mano" von Yehudi Wyner

Bestes klassisches Crossover-Album (Best Classical Crossover Album):
- Yo-Yo Ma & Friends: Songs of Joy and Peace von Yo-Yo Ma mit Odair Assad, Sergio Assad, Chris Botti, Dave Brubeck, Matt Brubeck, John Clayton, Paquito D’Rivera, Renée Fleming, Diana Krall, Alison Krauss, Natalie McMaster, Edgar Meyer, Cristina Pato, Joshua Redman, Jake Shimabukuro, dem Silk Road Ensemble, James Taylor, Chris Thile, Wu Tong, Alon Yavnai und Amelia Zirin-Brown
- nominiert waren außerdem:
  - A Company of Voices - Conspirare in Concert von Conspirare mit Tom Burritt, Ian Davidson und Bion Tsang unter Leitung von Craig Hella Johnson
  - Jazz-Clazz vom Paquito D’Rivera Quintet mit dem Trio Clarone
  - The Melody of Rhythm von Béla Fleck, Zakir Hussain und Edgar Meyer mit dem Detroit Symphony Orchestra unter Leitung von Leonard Slatkin
  - QSF Plays Brubeck vom Quartet San Francisco
  - Twelve Songs by Charles Ives von Theo Bleckmann & Kneebody

## Musikvideo
Bestes Musik-Kurzvideo (Best Short Form Music Video):
- Boom Boom Pow von den Black Eyed Peas (Regie: Mat Cullen, Mark Kudsi; Prozenten: Anna Joseph, Patrick Nugent)
- nominiert waren außerdem:
  - Mr. Hurricane von Beast (Regisseur: Ben Steiger Levine; Produzent: Sach Baylin-Stern)
  - Life in Technicolor II von Coldplay (Regisseur: Dougal Wilson; Produzent: Matthew Fone)
  - Wrong von Depeche Mode (Regisseur: Patrick Daughters; Produzent: Jonathan Lia)
  - Her Morning Elegance von Oren Lavie

Bestes Musik-Langvideo (Best Long Form Music Video):
- The Beatles Love - All Together Now von verschiedenen Interpreten (Regisseur: Adrian Wills; Produzenten: Martin Bolduc, Jonathan Clyde)
- nominiert waren außerdem:
  - In Boston von Chris Botti (Regisseur: Jim Gable; Produzent: Bobby Colomby)
  - Johnny Cash's America von Johnny Cash (Regie und Produktion: Robert Gordon, Morgan Neville)
  - Anita O'Day - The Life of a Jazz Singer von Anita O’Day (Regie: Robbie Cavolina, Ian McCrudden; Produzenten: Robbie Cavolina, Melissa Davis, Ian McCrudden)
  - Love, Pain & the Whole Crazy World Tour Live von Keith Urban (Regisseur: Chris Hicky; Produzent: Blake Morrison)

## Special Merit Awards

### Grammy Lifetime Achievement Award
- Leonard Cohen
- Bobby Darin
- David Honeyboy Edwards
- Michael Jackson
- Loretta Lynn
- André Previn
- Clark Terry

Trustees Award
- Harold Bradley
- Florence Greenberg
- Walter C. Miller